# Apotominae
Los apotominos (Apotominae) son una subfamilia de coleópteros adéfagos de la familia Carabidae. Tiene una sola tribu Apotomini con un solo género Apotomus. Se distribuyen por el paleártico, la región indomalaya, la Wallacea y Oceanía.

## Especies
Todas pertenecen al único género Apotomus Illiger, 1807:
- Apotomus alluaudi Jeannel, 1946
- Apotomus angusticollis J. Muller, 1943
- Apotomus annulaticornis Peringuey, 1896
- Apotomus atripennis Motschulsky, 1858
- Apotomus australis Castelnau, 1867
- Apotomus chaudoirii Wollaston, 1860
- Apotomus clypeonitens J.Muller, 1943
- Apotomus fairmairei Jeannel, 1946
- Apotomus flavescens Apetz, 1854
- Apotomus hirsutulus Bates, 1892
- Apotomus latigena Reitter, 1892
- Apotomus minor Baehr, 1989
- Apotomus neghellianus G.Muller, 1942
- Apotomus qiongshanensis Tian, 2000
- Apotomus reichardti Erwin, 1980
- Apotomus rufithorax Pecchioli, 1837
- Apotomus rufus (P. Rossi, 1790)
- Apotomus sahelianus Mateu, 1966
- Apotomus sumbawanus Dupius, 1911
- Apotomus syriacus Jedlicka, 1961
- Apotomus testaceus Dejean, 1825
- Apotomus velox Motschulsky, 1858